# A Video PlayList on Dailymotion
"A Video PlayList on Dailymotion" é o vigésimo primeiro episódio da terceira temporada e o da série de televisão brasileira de comédia de situação Os Caras de Pau, e o centésimo episódio da série em geral. Foi dirigido por Márcio Trigo, e escrito por Chico Soares e Marcius Melhem. O episódio foi originalmente exibido pela Rede Globo em 9 de setembro de 2012, ás 13h10min.

## Enredo
Para comemorar a amizade de Pedrão (interpretado por Marcius Melhem) e Jorginho (interpretado por Leandro Hassum), seus amigos preparam uma surpresa: a cada vez que eles falarem a palavra “cem”, uma banda os brindará com uma música. Mas a charanga logo passa a incomodar a dupla, pois os segue por todos os lados.
Para terem uma trégua da homenagem, eles resolvem celebrar em alto mar, em um barco onde a banda não poderá persegui-los. O que parecia um tranquilo passeio, porém, é só o começo de uma grande aventura. Os amigos vão se deparar com desafios nas profundas águas do oceano e enfrentar os perigos de uma ilha deserta.

## Produção

Marcius Melhem escreveu o episódio.

"A Video PlayList on Dailymotion" foi escrito por Marcius Melhem, autor da série, e dirigido pelo diretor geral da temporada Márcio Trigo, com núcleo de Marcos Paulo.
Quando tudo começou, tínhamos o desejo de fazer um programa que agradasse, não imaginávamos que iríamos tão longe.— Marcius Melhem em entrevista para a Folha de S.Paulo
O episódio apresentou um formato diferente dos demais episódios, com apenas uma esquete focando no assunto principal.

## Audiência
Em sua exibição original, o episódio obteve 11.4 pontos de audiência, considerando a medição para a cidade de São Paulo.